# Pont Vieux de Domeyrat
Le pont Vieux est un pont en arc qui enjambe la Senouire en contrebas du château de Domeyrat, en Haute-Loire.

## Localisation
L'édifice est situé sur la commune de Domeyrat en Haute-Loire, dans la région de l'Auvergne.

## Historique
Le pont date probablement de la fin du XVe siècle ou du début du XVIe siècle. Il a été plusieurs fois réparé à la suite des dégâts provoqués par des crues. Celle du 19 février 1767 le détruisit en partie. Les parapets datent de la réparation qui a suivi. Il a été restauré en 1850 comme le montre une plaque sur le parapet aval, et en 1979.
Il a été classé au titre des monuments historiques le 23 novembre 1982

## Description
Pont à 5 arches en plein cintre, avec avant- et arrière-becs triangulaires sans chaperons. La cinquième arche, la plus petite, donnait passage au béal qui alimentait le moulin seigneurial.
Le tablier en léger dos d'âne a une largeur de 3,00 m. 
- portées des trois arches principales : 4,80 m - 6,50 m - 6,60 m
- épaisseurs des piles : 0,80 m - 1,30 m - 2,66 m